# Il film Pokémon - Hoopa e lo scontro epocale
Il film Pokémon - Hoopa e lo scontro epocale (ポケモン・ザ・ムービーXY 光輪の超魔神 フーパ?, Gekijōban Poketto Monsutā Ekkusu Wai Ring no chōmajin Hoopa, Pokémon XY il film: Il Genio degli Anelli: Hoopa) è un film del 2015 diretto da Kunihiko Yuyama.
Si tratta del diciottesimo film basato sull'anime Pokémon. Il lungometraggio, annunciato nel dicembre 2014, venne proiettato in Giappone a partire dal 18 luglio 2015. Trasmesso negli Stati Uniti d'America il 19 dicembre 2015 su Cartoon Network, il film viene distribuito digitalmente in Italia tramite l'iTunes Store a partire dal 19 gennaio 2016.
In questo lungometraggio, Ash Ketchum ed amici conoscono il Pokémon leggendario Hoopa nelle sue due forme: Hoopa Vincolato e Hoopa Libero. Sono inoltre presenti i Pokémon Dialga, Palkia, Regigigas, Giratina, Arceus, Reshiram, Zekrom e Kyurem, già apparsi in lungometraggi precedenti, oltre alle forme di Kyogre e Groudon, rispettivamente ArcheoKyogre e ArcheoGroudon, introdotte in Pokémon Rubino Omega e Zaffiro Alpha. Tra gli alleati di Hoopa Vincolato figurano Lugia, Latias, Latios e un esemplare cromatico di Rayquaza.

## Trama
Cento anni fa, il potere del Pokémon Hoopa era confinato all'interno del Vaso del vincolo, dopo che era diventato distruttivo e fuori controllo. Nel presente, Ash Ketchum e i suoi amici, Pikachu, Serena, Lem e Bonnie vengono trascinati attraverso un portale creato dagli anelli interdimensionali di Hoopa a Dahara City. Hoopa tenta di usare i suoi anelli per trasportare tutti alla vicina Torre Dahara, ma viene rivelato che, nel suo stato alterato, Hoopa non può viaggiare attraverso gli anelli che crea. Baraz, uno dei custodi di Hoopa e pronipote dell'uomo che ha sigillato il potere di Hoopa, arriva con la Bottiglia della Prigione. La bottiglia possiede Baraz e gli fa rilasciare un'ombra di Hoopa creata dalla rabbia di essere stato confinato per 100 anni. Il potere di Hoopa viene rimesso nella bottiglia.
Il Team Rocket cerca di rubare la bottiglia. Nell'istante in cui Meowth lo afferra, viene posseduto e apre la bottiglia per scatenare il potere di Hoopa. Hoopa combatte il potere ed è in grado di tenerlo a bada, ma l'ombra di Hoopa si sviluppa come un Pokémon separato, che tenta di impossessarsi del vero Hoopa. Nelle lotte, la bottiglia della prigione esplode. Hoopa evoca il Pokémon leggendario Lugia. Lugia distrae l'ombra di Hoopa mentre Hoopa fugge. Baraz e sua sorella Meray sanno che possono fare una nuova bottiglia alla Dahara Tower con il potere della terra, del fuoco e dell'acqua. Decisero di usare il Braixen di Serena, il Frogadier di Ash e un Hippopotas selvatico del deserto.
Lugia, nel frattempo, prende il sopravvento nel suo duello con l'ombra di Hoopa, che pone fine al conflitto ingannando Lugia a volare attraverso un anello, che riporta Lugia alla sua casa oceanica. Hoopa evoca quindi i Pokémon leggendari Latias, Latios e Rayquaza. Ash, Hoopa e Pikachu cavalcano Latias e Latios, mentre Rayquaza aiuta a combattere l'ombra di Hoopa. Ash ordina ai Pokémon di attaccare, ma l'ombra di Hoopa evoca altri sei Pokémon leggendari. Nel frattempo, alla torre, gli altri stanno lavorando per creare una nuova bottiglia della prigione, usando i poteri del fuoco, della terra e dell'acqua.
Rayquaza crea un tornado intorno alla Torre Dahara per proteggerla, mentre gli altri all'interno riforgiano la Bottiglia della Prigione. Tuttavia, l'ombra di Hoopa e il Pokémon leggendario lo sfondano. La bottiglia viene rifatta, ma Baraz la lascia cadere. Ash lo prende ma viene posseduto. Hoopa purifica l'ombra di se stessa con i suoi ricordi felici, facendo scomparire il male. Tuttavia, a causa dei troppi Pokémon leggendari evocati, si forma una distorsione temporale intorno alla torre. Hoopa, i suoi poteri completamente ripristinati non più influenzati dalla rabbia, aiuta tutti coloro che si trovano all'interno della torre a fuggire con i suoi anelli. Ma Hoopa non può passare attraverso gli anelli. Poi la spaccatura spazio-temporale si ferma. Originariamente Arceus lo ferma con il suo potere, dando a Hoopa un'altra possibilità di fuga. Hoopa fugge ricordando le parole del bisnonno di Baraz e Meray che originariamente limitavano il potere di Hoopa, e considera la famiglia di Baraz e Meray. Hoopa decide di rimanere con loro ed è finalmente in grado di viaggiare attraverso il ring. Hoopa decide di ricostruire la città prima di tornare alla sua casa nella Valle dell'Arche.

## Colonna sonora
La sigla finale giapponese è "Tweedia" composta da Kenji Tamai e Masahiro Tobinai ed eseguita da Rei Yasuda. La sigla inglese del finale è "Every Side of Me" composta da Ed Goldfarb ed eseguita da Dani Marcus.

## Produzione
Essendo il 18° film della serie Pokémon, la sua produzione è iniziata non appena si è conclusa la produzione del 17° capitolo. Basato sulla sesta generazione di videogiochi Pokémon, si basa sul leggendario Pokémon noto come Hoopa.

## Incassi
Il film ha incassato 2.610.000.000 di yen in Giappone. È uno dei film Pokémon con il minor incasso, con prestazioni leggermente migliori del film con il minor incasso, Pokémon Heroes.

## Distribuzione

### Home media
Il film è stato pubblicato in DVD e Blu-ray in Giappone il 16 dicembre 2015 da SMD Itaku. Negli Stati Uniti, Viz Media ha pubblicato il film in DVD l'8 marzo 2016. Nel Regno Unito, il film è stato distribuito in DVD e Blu-ray da Manga Entertainment.